# Allograpta dorsalis
Allograpta dorsalis är en tvåvingeart som först beskrevs av Miller 1924.  Allograpta dorsalis ingår i släktet Allograpta och familjen blomflugor. Inga underarter finns listade i Catalogue of Life.